# PlayStation 2
PlayStation 2 (PS2) er Sonys efterfølger til spillekonsollen PlayStation og forgænger til PlayStation 3. Den første udgave blev udgivet i Japan den 4. marts 2000, i Nordamerika den 26. oktober 2000 og i Europa den 25. november 2000. Playstation 2 er den mest solgte spillekonsol nogensinde. I 2012 stoppede Sony med at producere og sælge Playstation 2'er. Til dato er der blevet solgt cirka 160 millioner enheder

## DualShock2
DualShock2 er efterfølgeren til DualShock, som man havde ved PlayStation-konsollen. Den findes også i en trådløs udgave.

## Memory Card
PS2 kræver et Memory Card for at gemme data, mens efterfølgeren, PlayStation 3, har en indbygget harddisk til datalagring.

## Spil
Ved slutningen af marts 2005 var der 5.277 PS2-titler udgivet verden over.

## Versioner
PlayStation 2 er udgivet i mange forskellige modeller. Den største ændring var da konsollen blev udgivet i et nyt og mindre kabinet, med et nyt navn, PSTwo. Sony har oplyst, at den nye og mindre konsol kan have problemer med at afvikle visse spiltitler.

## Galleri
- DualShock2
- PS2 Memory Card
- Guitar-hero-controller-horiz
- Buzz Buzzer
- PS2-DVD-Remote
- Logitech Cordless Action Controller + Dongle